# Italia 1
«Italia 1» (Ита́лия У́но) — итальянский частный телевизионный канал, второй телеканал медиагруппы Mediaset (крупнейшего итальянского частного телевизионного оператора). Доступен на национальном уровне, т.е. во всей стране. Это один из основных эфирных каналов Италии, его логический номер[it] — 6.
Канал появился 3 января 1982 года.
Позиционируется как универсальный (с широким жанровым спектром) канал для молодой аудитории.

## Программная политика
Канал адресован молодёжной аудитории, а также детям, и смотрят его в основном зрители в возрасте от 15 до 40 лет.
Проведённые исследования и жанровый анализ передач показывают, что данный телеканал на самом деле является лидером по молодой аудитории (от 15 до 34 лет) среди телеканалов медиахолдинга «Mediaset» (т.е. «Canale 5», «Italia 1» и «Rete 4»).